# Lokot
Lokot est un village de type urbain situé dans le raïon de Brasovski, dans l'oblast de Briansk, en Russie. Sa population s'élevait à 9 824 habitants en 2013

## Géographie
Le village est situé près de la rivière Neroussa, le long de la ligne de chemin de fer Briansk-Lgov.

## Histoire
Durant la Seconde Guerre mondiale de 1941 à 1943 le village fut le centre administratif d'une région autonome dirigée par des Russes anti-communistes tolérée par les Allemands : la République de Lokot.